# Poolbillard-Jugendeuropameisterschaft 1990
Die Poolbillard-Jugendeuropameisterschaft 1990 war die zehnte Austragung der von der European Pocket Billiard Federation veranstalteten Jugend-Kontinentalmeisterschaft im Poolbillard. Sie fand in Innsbruck statt.
Ausgespielt wurden die Disziplinen 14/1 endlos, 8-Ball und 9-Ball in den Kategorien Junioren und Schüler sowie ein Mannschafts-Wettbewerb bei den Schülern und erstmals auch bei den Junioren.

## Medaillengewinner
| Disziplin              | Gold              | Silber          | Bronze                            |       |
| ---------------------- | ----------------- | --------------- | --------------------------------- | ----- |
| Junioren – 14/1 endlos | Vegar Kristiansen | Tomas Larsson   | Michael Hocheder Roland Gaubinger | [ 1 ] |
| Junioren – 8-Ball      | Bernd Jahnke      | Marco Schachner | F. Rynell Šandor Tot              | [ 2 ] |
| Junioren – 9-Ball      | Dirk Bastin       | Thomas Mehtala  | Mika Immonen Roger Lysholm        | [ 3 ] |
| Junioren-Mannschaft    | Deutschland       | Norwegen        | Österreich Schweden               | [ 4 ] |
| Schüler – 14/1 endlos  | Alexander Markut  | Heiko Iserlohe  | Tront Engeback R. Lackner         | [ 5 ] |
| Schüler – 8-Ball       | Uwe Bastin        | A. Bremner      | J. Cukaj K. Messner               | [ 6 ] |
| Schüler – 9-Ball       | Holger Janaszek   | P. Antonsson    | J. Moore Morten Hansen            | [ 7 ] |
| Schüler-Mannschaft     | Schweden          | Österreich      | Deutschland Norwegen              | [ 8 ] |